# 스코티 제임스
스코티 제임스(영어: Scotty James, 1994년 7월 6일~)는 오스트레일리아의 스노보드 선수로 주 종목은 하프파이프이다. 올림픽에 4회 참가했으며 2018년 동계 올림픽 남자 하프파이프 경기에서 동메달을 획득했고 2022년 동계 올림픽 남자 하프파이프 경기에서 은메달을 획득했다. 또한 세계 선수권 대회에서 금메달 4개, 은메달 1개를 획득했으며 스노보드 월드컵 하프파이프 부문에서 4회 우승을 차지했다.